# Jacques Fabre
Jacques Eric Fabre-Jeune CS (ur. 13 listopada 1955 w Port-au-Prince) – amerykański duchowny katolicki pochodzenia haitańskiego, biskup diecezjalny Charleston od 2022.

## Życiorys

### Prezbiterat
Święcenia kapłańskie otrzymał 10 października 1986 w zgromadzeniu Misjonarzy św. Karola Boromeusza. Pracował głównie w zakonnych parafiach (w latach 1991–2004 na terenie Dominikany). W latach 1990–1991 był kapelanem więzienia Guantanamo.

### Episkopat
22 lutego 2022 papież Franciszek mianował go biskupem diecezjalnym Charleston. Sakry udzielił mu 13 maja 2022 kardynał Wilton Gregory.